# Caso Sean Bell

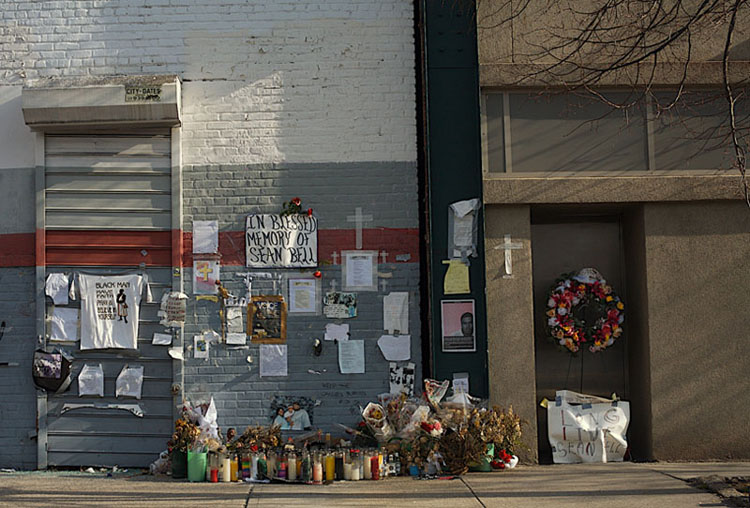
Memoriale sul luogo dove Bell trovò la morte

Il caso Sean Bell riguarda l'uccisione a New York (Stati Uniti) di Sean Bell, ventiduenne afroamericano colpito mortalmente  nelle prime ore del 25 novembre 2006 dai colpi di pistola di alcuni agenti in abito borghese.
L'incidente avvenne nel Queens, all'uscita di un locale di striptease dove Bell si trovava per il proprio addio al celibato in compagnia di due suoi amici, Joseph Guzmán e Trent Benefield, anch'essi vittime del fuoco degli agenti benché non mortalmente colpiti.
Tutte e tre le vittime della sparatoria erano disarmate.
L'episodio rinfocolò le polemiche sulle brutalità degli agenti di polizia, e l'accaduto fu paragonato a quanto avvenuto sette anni prima con Amadou Diallo in circostanze simili; nel 2008 tre agenti imputati della sparatoria furono assolti; il verdetto fu pesantemente criticato da attivisti storici dei diritti civili come Al Sharpton e Jesse Jackson che pur escludendo sottesi razziali (due dei poliziotti assolti sono afroamericani), sottolinearono come la polizia avesse perso di credibilità e come la sentenza fosse solo un «simulacro di giustizia».

## Contesto
Sean Bell è il nipote dell'allenatore della squadra di basket dell'università di Miami, Frank Haith. Adolescente, ha studiato arte drammatica a Flushing, nel Queens. Gioca a baseball da quando è il lanciatore nella squadra del suo liceo, il John Adams High School di Ozone Park, ma rinuncia al suo sogno di iniziare una carriera in questo sport quando muore la sua fidanzatina incinta.
Sean lavora dopo la nascita di sua figlia. La sua fidanzata, Nicole Paultre, dirà a Larry King che Bell era un elettricista e disoccupato nel periodo dell'incidente.
Sean Bell era stato arrestato tre volte, due per traffico di droga e una per possesso di armi da fuoco. In tutti i casi fu rimesso in libertà con cauzione. Il Daily News affermerà che, secondo le prove della polizia, Bell avrebbe venduto del crack per due volte a un poliziotto in borghese nell'agosto del 2006.
Joseph Guzman e Trent Benefield, feriti nell'incidente, erano stati arrestati rispettivamente nove e due volte, ambedue almeno una volta per possesso di armi a fuoco. Benefield sarà arrestato più tardi durante un blitz ad una casa di gioco d'azzardo a Harlem poco dopo aver assistito all'arresto di James Brown.

## La vicenda
Quella sera Bell festeggiava il suo addio al celibato con i ragazzi al Kalua Cabaret, un night-club conosciuto per problemi di prostituzione, arresti per spaccio di stupefacenti e violazioni della legge sulla vendita di alcool. Il club era stato fatto oggetto di un'inchiesta ed era sorvegliato da poliziotti in borghese.
Secondo la testimonianza del poliziotto, Guzman era entrato in conflitto con una ragazza del club e aveva minacciato di andare a cercare un'arma. La ragazza risponde agli uomini: «Non mi occuperò di voi tutti. Io andrò con uno o due di voi, ma non con tutti». Il poliziotto allora seguirà il gruppo.
Bell entra in macchina. Il poliziotto gli domanderà allora di alzare le mani, ma lui mette in moto la macchina e investe prima il poliziotto poi il furgone camuffato della polizia. Un test tossicologico effettuato dopo la morte ha dimostrato che Bell era ubriaco, oltre i limiti di legge.
Un avvocato della famiglia Bell dichiarerà più tardi: «A prescindere da quello che fosse l'alcool presente nel sangue, è stato una vittima».
Altri testimoni contraddicono le testimonianze della polizia. Secondo Guzman e l'avvocato Michael Hardy, i detective non si erano mai identificati mentre si avvicinavano all'auto, anche se erano già armati. Un altro testimone dice che i poliziotti non hanno avvertito Bell che avrebbero iniziato a sparargli.
Il poliziotto che iniziò la sparatoria dirà che aveva visto un quarto uomo nell'auto, che scamperà dal caos successivo, molto probabilmente con l'arma che non è stata più ritrovata. Più testimoni civili sostengono questa tesi e puntano il dito contro Jean Nelson come possibile quarto uomo. Nelson era alla festa, dice di avere visto la sparatoria ma di non essere salito in auto o di possedere un'arma da fuoco. Secondo il The New York Times un rapporto preliminare della polizia dice che «non c'è discussione significativa sul quarto uomo, una figura misteriosa che qualche individuo nella polizia suggerisce che sia stata presente con i tre uomini.» · .
La critica sostiene che questa teoria sia stata inventata di sana pianta  dalla polizia per giustificare la fucilata. Juan Gonzalez del New York Daily dirà che secondo la fonte ufficiale non c'è alcuna menzione ad un quarto uomo nelle ore seguenti la vicenda in tutte le chiamate telefoniche fatte e nessun mandato di ricerca per un uomo potenzialmente armato. Questo contraddice quindi i primi rapporti, che indicano che la polizia sarebbe andata alla ricerca dell'uomo mancante.
Secondo Michael Palladino, capo del sindacato di polizia, il portiere di un edificio del posto avrebbe visto un uomo di colore fuggire dal luogo dell'incidente e sparare almeno una volta sulla polizia. Il testimone dice ha ascoltato la polizia gridare «Polizia, polizia!». Secondo le forze dell'ordine non c'è alcuna prova balistica per comprovare l'utilizzo di un'arma diversa da quella dei poliziotti.
Al Sharpton dirà successivamente in un'intervista con Larry King che, secondo dei dialoghi avuti con i testimoni, nessuno dei tre uomini aveva menzionato ad una pistola uscendo dal club. Sharpton dirà anche che dubita che gli individui in auto avessero potuto ascoltare il poliziotti, e che avrebbero potuto pensare che fossero dei ladri che gli volessero rubare la macchina.
Secondo il commissario di polizia Raymond W. Kelly, Michael Oliver ha sparato 31 volte e si è fermato una volta per ricaricare l'arma. Più pallottole hanno colpito le case vicine e una stazione ferroviaria. Cinque dei sette ufficiali che investigavano nel club sono implicati nella sparatoria. Il detective Paul Headley ha sparato un colpo, l'ufficiale Michael Carey tre, l'ufficiale Marc Cooper quattro, l'ufficiale Gescard Isnora undici e Michael Oliver trentuno.
Un'autopsia dimostra che Bell fu colpito da quattro pallottole al collo e al petto, Guzman fu colpito almeno undici volte e Benefield, seduto dietro, tre volte. Tutte e due sono stati soccorsi all'ospedale Mary Immaculate e al loro arrivo il primo è stato dichiarato in situazione critica mentre il secondo stabile.
Benefield è uscito d'ospedale il 5 dicembre 2006, seguito il 25 gennaio 2007 da Guzman.